# ローラ・ルーマー
ローラ・エリザベス・ルーマー（英語: Laura Elizabeth Loomer、1993年5月21日 - ）は、アメリカの急進右翼の政治活動家、陰謀論者、インターネット・パーソナリティである。彼女は2020年のフロリダ州のアメリカ合衆国下院議員選挙で共和党のフロリダ州第21選挙区の候補者だったが、民主党のLois Frankelに敗北した。2022年にもフロリダ州第11選挙区で行われた共和党予備選挙に立候補し、現職のダニエル・ウェブスターに敗北した。
ローマーは、Project Veritas、Geller Report、Rebel News、InfoWarsを含む、偽情報や陰謀論を広めてきた様々な組織で活動家として働いてきた。彼女は自身を「親白人ナショナリスト」や「誇り高きイスラーム嫌悪者」であると述べており、公の場で繰り返し反イスラーム的な発言を行ってきた。
ルーマーは多数のソーシャルメディアプラットフォームから、ヘイトスピーチや誤情報の投稿などのルール違反を含む様々な理由で禁止されたことで悪評を集めてきた。アカウントが禁止されたプラットフォームには、Facebook、Instagram、Twitter、決済業者、ハイヤー、フードデリバリーアプリなどがある。ルームはまた、嫌がらせや騒乱行為を行ってきたため、イベントへの入場禁止や強制退去され、取材許可証も取り消されている。
2023年4月、ドナルド・トランプはルーマーを大統領選挙キャンペーンに雇用しようとしたが、選挙キャンペーンの上級顧問らは雇用しないようにトランプを説得することに成功した。2024年9月までに、ローマーがトランプの周囲に継続的に存在していることから、一部のトランプ支持者やその他の人々は、ローマーがトランプに影響を与えている可能性について懸念を表明した。
2025年4月初旬、トランプに対して忠誠心がないというローマーの疑念をもとにして、ローマーがトランプに数十人の国家安全保障担当官を解雇するよう影響を与えたと報じられた。ローマーはさらなる解雇を主張しており、ニューヨーク・タイムズに「私の意見では、トランプ大統領は国家安全保障会議全体を再評価すべきだ」と話したと報じられた。
2025年7月9日、司法省と連邦捜査局は、性的人身売買の容疑で起訴された後に死亡したジェフリー・エプスタインに関する調査結果を発表。トランプ大統領らが掲載されていたという陰謀論に基づく顧客リストは存在せず、元被告の死因も自殺と結論づけた。この発表に、ルーマーは激怒、MAGA派は嘘を許さないとしてトランプ政権を非難した。

## 見解
ローマーは、様々な情報源によって極右、白人ナショナリスト、オルタナ右翼、オルタナ左翼として記述されており、自身を誇り高きイスラーム嫌悪者や白人ナショナリストであると述べている。